# Goczałkowice-Zdrój
Goczałkowice-Zdrój [ɡɔt͡ʂau̯kɔˈvit͡sɛ ˈzdrui̯] (tiếng Đức: Bad Gottschalkowitz) là một ngôi làng ở quậnPszczyna, Silesian Voivodeship, ở miền nam Ba Lan. Đó là trung tâm của vùng đô thị- nông thôn (khu hành chính) được gọi là Gmina Goczałkowice-Zdrój. Nó nằm khoảng 6 kilômét (4 mi) phía nam Pszczyna và 36 km (22 mi) phía nam thủ đô Katowice của khu vực. Thị trấn có diện tích 48,64 kilômét vuông (18,8 dặm vuông Anh), và tính đến năm 2006, dân số của làng và Thị trấn là 6.263.
Goczałkowice-Zdrój nằm trên Hồ chứa Goczałkowice và cách 1 km từ sông Vistula. Goczałkowice-Zdrój là một khu nghỉ dưỡng, với khoảng 10.000 người tắm mỗi năm.

## Lịch sử
Ngôi làng được đề cập lần đầu tiên vào năm 1326.
Trong những biến động chính trị do vua Matthias Corvinus gây ra, vùng đất xung quanh Pszczyna đã bị Casimir II, Công tước xứ Cieszyn, người đã bán nó vào năm 1517 cho các ông trùm Hungary của gia tộc Thurzó, lập thành quốc gia Pless. Trong tài liệu kèm theo ban hành ngày 21 tháng 2 năm 1517, ngôi làng được đề cập là Koczialkowicze. Vương quốc Bohemia năm 1526 trở thành một phần của chế độ quân chủ Habsburg. Trong Chiến tranh kế vị Áo, hầu hết Silesia đã bị Vương quốc Phổ chinh phục, bao gồm cả ngôi làng.